# Яроцкий, Ярослав Михайлович
Яросла́в Миха́йлович Яро́цкий (бел. Яраслаў Міхайлавіч Яроцкі; род. 28 марта 1996[…], Гродно) — белорусский футболист, полузащитник клуба «Слуцк».

## Карьера

### Клубная
Заниматься футболом Яроцкий начал в СДЮШОР № 6, Гродно, его первым тренером был Руслан Сакута.
В юношеском возрасте переехал заниматься футболом в минское «Динамо», где вначале в выступал молодёжном составе «Динамо», затем был переведён в основную команду. За первую команду «Динамо Минск» Яроцкий дебютировал 15 сентября 2013 года, выйдя на замену под конец матча с «Гомелем», «Динамо» выиграло со счётом 3:1. А уже в следующем своём матче 26 октября он забил гол в ворота всё того же «Гомеля», на этот раз его команда выиграла со счётом 4:1.
В сезоне 2014 преимущественно играл за дубль. Четыре раза появлялся на поле в составе основной команды в Высшей лиге, кроме того, дважды выходил на замену в матчах группового этапа Лиги Европы.
В сезоне 2015 стал чаще появляться в основной команде, несколько раз выходил на поле в стартовом составе. 22 июля 2016 был отдан в аренду «Неману». Соглашение было рассчитано до конца года. В сезоне 2017 футболист продолжил выступать за гродненский клуб. 17 июля 2017 был отозван обратно в «Динамо». Во второй половине сезона 2017 преимущественно выходил на замену.
В начале 2018 года готовился к новому сезону с динамовцами, отправился с командой на первый турецкий сбор, но на второй не попал и вскоре был отдан в аренду клубу «Смолевичи». Начинал сезон в стартовом составе, однако с июня перестал появляться на поле из-за травмы. По окончании сезона покинул клуб.
В феврале 2019 года подписал контракт с футбольным клубом «Минск».
22 января 2022 года подписал контракт с футбольным клубом «Витебск».
В июне 2022 года перешёл в «Слуцк». В декабре 2022 года покинул клуб. В январе 2023 года вернулся в клуб.

### В сборной
Ярослав прошёл все молодёжные сборные своей страны. В 2014 году полузащитник дебютировал в молодёжной сборной Беларуси, сразу закрепившись в составе команды, несмотря на свой юный возраст.

## Достижения
«Динамо» (Минск)
- Серебряный призёр чемпионата Беларуси (3): 2014, 2015, 2017
- Бронзовый призёр чемпионата Беларуси: 2013

## Статистика

### Клубная
| Клуб             | Сезон            | Лига             | Лига | Лига | Кубки | Кубки | Еврокубки | Еврокубки | Итого | Итого |
| Клуб             | Сезон            | Турнир           | Игры | Голы | Игры  | Голы  | Игры      | Голы      | Игры  | Голы  |
| ---------------- | ---------------- | ---------------- | ---- | ---- | ----- | ----- | --------- | --------- | ----- | ----- |
| Динамо Минск     | 2013             | Высшая лига      | 3    | 1    | 0     | 0     | 0         | 0         | 3     | 1     |
| Динамо Минск     | 2014             | Высшая лига      | 4    | 0    | 0     | 0     | 2         | 0         | 6     | 0     |
| Динамо Минск     | 2015             | Высшая лига      | 14   | 1    | 4     | 1     | 1         | 0         | 19    | 2     |
| Динамо Минск     | 2016             | Высшая лига      | 4    | 1    | 1     | 0     | 0         | 0         | 5     | 1     |
| → Неман          | 2016             | Высшая лига      | 11   | 1    | 1     | 0     | 0         | 0         | 12    | 1     |
| → Неман          | 2017             | Высшая лига      | 8    | 1    | 1     | 0     | 0         | 0         | 9     | 1     |
| Динамо Минск     | 2017             | Высшая лига      | 10   | 0    | 1     | 0     | 0         | 0         | 11    | 0     |
| → Смолевичи      | 2018             | Высшая лига      | 8    | 0    | 0     | 0     | 0         | 0         | 8     | 0     |
| Минск            | 2019             | Высшая лига      | 23   | 1    | 2     | 0     | 0         | 0         | 25    | 1     |
| Минск            | 2020             | Высшая лига      | 23   | 2    | 1     | 0     | 0         | 0         | 24    | 2     |
| Минск            | 2021             | Высшая лига      | 23   | 1    | 1     | 0     | 0         | 0         | 24    | 1     |
| Всего за карьеру | Всего за карьеру | Всего за карьеру | 131  | 9    | 12    | 1     | 3         | 0         | 146   | 10    |